# Michel A. Thérien
Ne doit pas être confondu avec Michel Therrien.
Pour les articles homonymes, voir Thérien (homonymie).
Michel Thérien est un poète canadien né à Ottawa en 1947. Il est l'auteur de onze recueils de poésie a participé à plusieurs collectifs et revues littéraires.  

## Biographie
Michel A. Thérien fait des études en lettres françaises à l’Université d'Ottawa dans les années 1970 et, à cette époque, il publie ses premiers poèmes dans des journaux et des revues littéraires. Pendant plusieurs années, Thérien poursuit une carrière en éducation, puis à la fonction publique fédérale et aux Nations unies. C'est en 1998 qu'il fait son retour à la littérature en publiant son premier recueil de poésie intitulé Fleuves de mica, chez les Éditions David. 
Pour lui, la littérature est un moyen d'affirmation et de survivance culturelle. 
Poète de l'ellipse, il écrit dans un style à la fois sobre et dépouillé. Il aborde dans son œuvre les thèmes de la langue, sa défense en milieu minoritaire, le poème comme instrument de survivance et de rayonnement de la langue, tout comme les grands thèmes universels de la beauté, de l'amour, de l'injustice sociale, de la souffrance et de la guerre. Dans son deuxième recueil, intitulé Corps sauvage, publié en l'an 2000, il aborde pour la première fois le génocide des Tutsi au Rwanda. Ce recueil l'amènera à voyager en Afrique à quelques reprises. C'est en 2007 qu'il publiera ses carnets africains, Du vertige et de l'espoir.
Consacrant désormais sa vie à la poésie, il participe de façon régulière à des manifestations d’écrivains, notamment, en 2004, à la Rencontre internationale des poètes, à Dakar, au Sénégal. En mars 2007, il présente ses œuvres au Printemps des poètes à Paris, aux côtés d’auteurs tels que  Myriam Montoya (Colombie), de Tereza Riedlbauchova (Tchéquie), d’Amina Saïd (Tunisie), de Richard Dalla Rosa (France), de Claude Beausoleil (Québec), et de Jean-Philippe Raîche (Acadie).
Militant de la francophonie et de sa poésie, Michel A. Thérien a joué un rôle déterminant dans la création d'un axe poétique à la Biennale de la langue française, à laquelle il a participé à Ottawa, en 2003, et à La Rochelle en 2005. Il est membre actif de l'Association des auteurs et des auteures de l'Ontario français.
Certains de ses livres ont été traduits en espagnol.

## Œuvres

### Poésie
- Fleuves de mica, Orléans, Éditions David, 1998, 120 p.  (ISBN 9782922109122)
- Corps sauvage, Orléans, Éditions David, 2000, 112 p.  (ISBN 9782922109412)
- Eaux d'Ève, Ottawa, Éditions David, 2002, 115 p.  (ISBN 9782922109825)
- L'Aridité des fleuves, Ottawa, Éditions David, 2004, 96 p.  (ISBN 9782895970163)
- J'écris à rebours, Ottawa, Éditions David, 2005, 87 p.  (ISBN 9782895970484)
- Du vertige et de l'espoir. Carnets africains, 2007, 102 p.  (ISBN 9782895973263)
- Terre de faïence, Ottawa, Éditions David, 2009, 85 p.  (ISBN 9782895971122)
- L'instant de la fuite ; suive de Absinthe des mots, Ottawa, Éditions David, 2011, 86 p.  (ISBN 9782895971757)
- La fluidité des heures, Ottawa, Éditions David, 2013, 79 p.  (ISBN 9782895973690)
- Des vallées nous traversent, Ottawa, Éditions David, 2017, 87 p.  (ISBN 9782895976028)
- Le poème involontaire, Ottawa, Éditions David, 2020, 89 p.  (ISBN 9782895977278)

### Collectif
- Ailleurs - Épisode 1 : Charleville-Mézières 2008 : une année en poésie, Charleville-Mézières, Éditions Musée Rimbaud, 2009.
- Projet TERRE, Ottawa, Éditions David, 2021, 169 p.  (ISBN 9782895977834)

### Traduction
- The Wilderness Within(traduction anglaise de Corps sauvage), Ottawa, Borealis Press, 2005, 189 p.  (ISBN 9780888872883)
- Cuerpo salvaje/Corps sauvage(traduction espagnol de Corps sauvage), Mexico, Edición bilingüe, 2006, 197 p.  (ISBN 9789703235933)
- La aridez de los ríos(traduction espagnol de L'aridité des fleuves), Paris, Éditions L'oreille du loup, 101 p.  (ISBN 9782917290255)

## Prix et honneurs
- 1999 : Finaliste du Prix Christine Dumitriu-Van-Saanen (pour Fleuves de mica)[5]
- 2001 : Finaliste du Prix Trillium (pour Corps sauvage)[6]
- 2001 : Prix Christine-Dumitriu-Van-Saanen (pour Corps sauvage)
- 2002 : Finaliste du Prix Trillium (pour Eaux d'Ève)[7]
- 2005 : Prix du livre d'Ottawa (pour L'Aridité des fleuves)[8]
- 2006 : Prix littéraire Le Droit (pour J'écirs à rebours)[9]
- 2007 : Finaliste du Prix littéraires de Radio-Canada (pour Du vertige et de l'espoir)[6]
- 2007 : Finaliste Prix du gouverneur général du Canada (pour Du vertige et de l'espoir)[6]
- 2010 : Finaliste Prix du livre d'Ottawa (pour Terre de faïence)[6]
- 2013 : Finaliste du Prix Christine Dumitriu-Van-Saanen (pour La fluidité des heures)[6]
- 2013 : Finaliste du Prix littéraire Le Droit (pour La fluidité des heures)[6]
- 2018 : Finaliste du Prix Christine-Dumitriu-Van-Saanen (pour Des vallées nous traversent)[10]
- 2021 : Finaliste du Prix du livre d'Ottawa (pour Le poème involontaire)[11]

### Documents complémentaires
- Michel A. Thérien, La substance de l'autre dans la poésie (conférence), 2015 (présentation en ligne)
- Michel A. Thérien, Des vallées nous traversent ; suivi de Métapoésie et métamorphose du poème (mémoire de maîtrise), Ottawa, Université d'Ottawa, Département de Lettres françaises, 2016, 117 p. (lire en ligne)